# Sigmund Singer
Sigmund (Zsigmond) Singer, född 22 oktober 1850 (1851) i Pápa, död 27 juni 1913 i Budapest, var en ungersk publicist och politiker. 
Singer, som var av judisk börd, blev efter juridiska studier i Wien medarbetare i "Neue Freie Presse" och var 1876–1906 nämnda tidnings korrespondent i Budapest. Från 1906 var han huvudredaktör för den stora Budapesttidningen "Pester Lloyd". För de ungerska tidningsmännens sammanslutning var han träget verksam. Han tillhörde som politiker den gammalliberala, av István Tiszas nationella arbetsparti företrädda riktningen; han var från 1912 ledamot av Ungerns överhus (magnathuset).